# (2302) Florya
(2302) Florya (1972 TL2) – planetoida z pasa głównego asteroid okrążająca Słońce w ciągu 4,31 lat w średniej odległości 2,65 au. Odkryta 2 października 1972 roku